# Ecola State Park

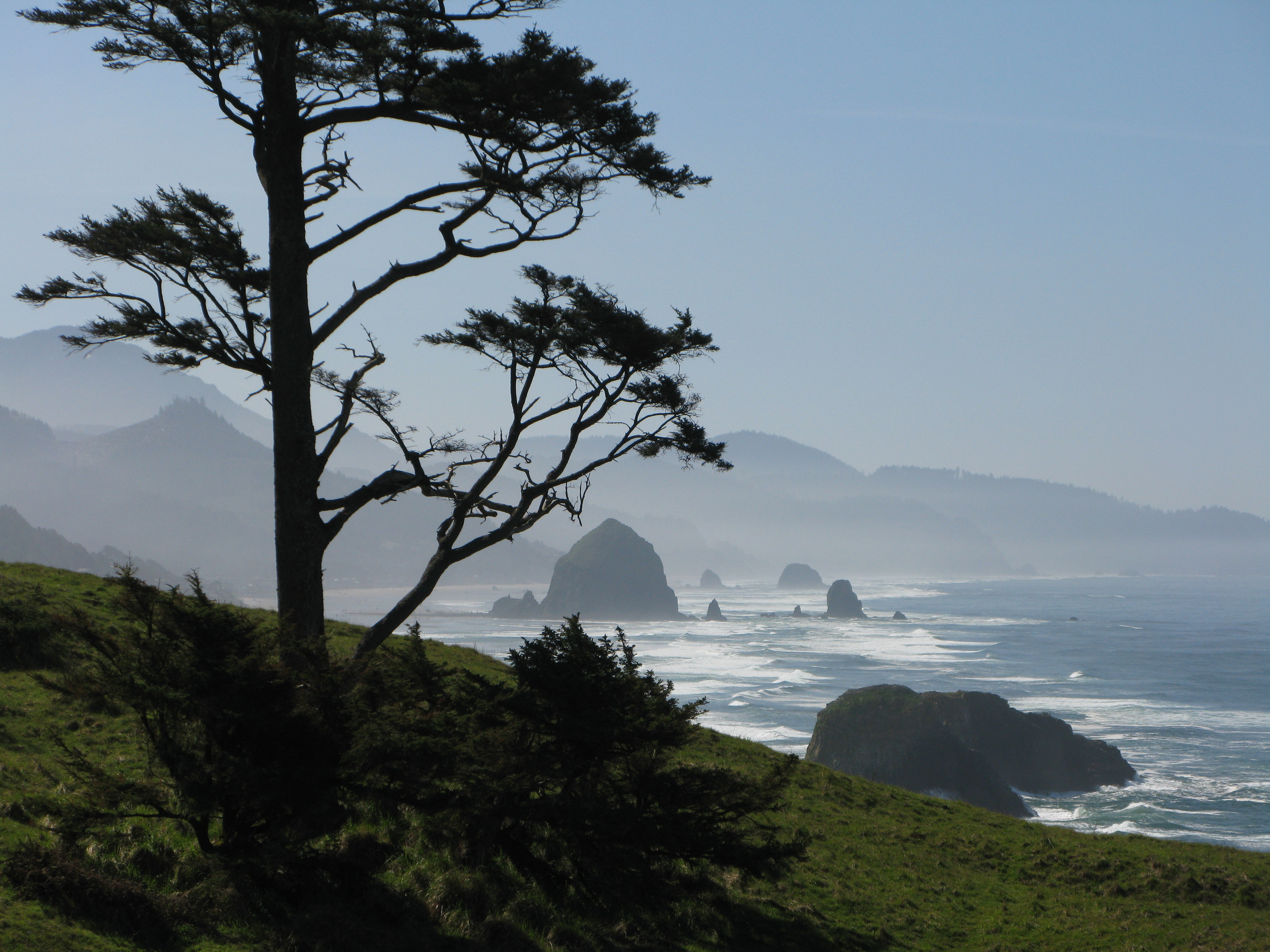
Aussicht vom Ecola State Park auf den Haystack Rock

Der Ecola State Park ist ein State Park im Clatsop County im Nordwesten des US-Bundesstaats Oregon. Der 527 ha große Park liegt zwischen Cannon Beach und Seaside. Der Park ist Teil des Lewis and Clark National Historic Park.

## Geographie
Der Park erstreckt sich 14 km entlang der Pazifikküste. Im südlichen Parkgebiet befinden sich mit Crescent und Indian Beach zwei insgesamt fünf Kilometer lange Sandstrände mit zahlreichen Gezeitentümpeln, der nördliche Abschnitt um die 366 m hohe Landzunge Tillamook Head besteht aus Felsküste. Über 1,6 km vor der Küste liegt auf einem Felsen der Leuchtturm Tillamook Rock. Der Leuchtturm wurde 1881 errichtet und war bis 1957 in Betrieb. Im Nordosten grenzt der Park an die 245 Hektar große Elmer Feldenheimer Forest Preserve, deren Land 1978 gestiftet wurde.

## Flora und Fauna
Das Gebiet ist mit einem dichten Regenwald mit alten Sitka-Fichten und Westamerikanischen Hemlocktannen bewaldet. Im Urwald leben Wapitis und andere Hirsche. Auf den der Küste vor Ecola Point vorgelagerten Felsen leben Kalifornische Seelöwen sowie zahlreiche Arten von Meeresvögeln. Im Frühjahr ist von Tillamook Head aus gut die Wanderung der Grauwale zu beobachten.

## Geschichte
Am 3. Januar 1806 erhielten die Expeditionsteilnehmer der Lewis-und-Clark-Expedition in ihrem Winterquartier Fort Clatsop von den Clatsop-Indianern Fleisch von einem gestrandeten Wal als Geschenk, was eine willkommene Abwechslung zum ständigen Hirschfleisch bot. Am 6. Januar machte sich Captain William Clark mit zwölf Männern auf, um den gestrandeten Wal zu suchen und um weiteres Fleisch und Tran als Brennstoff zu besorgen. Sie erreichten den Walkadaver unweit von Tillamook Head. Clark benannte einen Bach Ecola Creek nach „Ekoli“, dem Chinook-Wort für Wal. Der Wal war bereits von den Killmucks-Indianern ausgeschlachtet worden, doch die Expedition konnte ihnen 150 Kilogramm Fleisch und einige Liter Walöl abkaufen und kehrte am 10. Januar nach Fort Clatsop zurück.
1932 stiftete eine Gruppe von Bürgern 91 ha Land für die Errichtung des State Parks. 1935 errichteten Arbeiter des Civilian Conservation Corps viele Einrichtungen des Parks. Das Lager für die Arbeiter befand sich auf dem Gelände des heutigen Parkplatzes. Während des Zweiten Weltkriegs wurde am Tillamook Head eine Radarstation errichtet, deren Ruinen man auf einem der Wanderwege erreicht.

## Touristische Einrichtungen
Der Besuch des Parks ist gebührenpflichtig. Der Park verfügt über mehrere Picknickplätze und Sanitäranlagen. Die Strände laden zu Strandspaziergängen ein, der Strand von Indian Beach gilt als Mekka für Surfer. Durch den Park verläuft ein fast 13 km langer Abschnitt des Oregon Coast Trail, daneben gibt es zahlreiche Wanderwege wie den Tillamook Head Trail. Der Clatsop Loop Trail ist ein vier Kilometer langer, teils steiler Rundweg, der durch den Urwald auf die Spitze des Tillamook Head führt. An ihm stehen Tafeln mit Informationen zur Natur und zur Geschichte des State Parks. Am Tillamook Head gibt es primitive Hütten als Übernachtungsmöglichkeit für Wanderer. Außer diesen Hütten gibt es im Park keine Übernachtungsmöglichkeiten.

## Ecola State Park im Film
Viele Außenaufnahmen des Films Die Goonies wurden 1985 auf dem Gelände des Parks gedreht, ebenso die Schlussszene des Films Gefährliche Brandung von 1991, Teile des Films Kindergarten Cop sowie die an der First Beach in La Push spielenden Teile des Films Twilight – Bis(s) zum Morgengrauen.